# ANASIS II
Pour les articles homonymes, voir Athena (homonymie).
ANASIS II (acronyme de Army/Navy/Air Force Satellite Information System 2) est un satellite de télécommunications militaires géostationnaire qui doit fournir des services de télécommunications haut débit par satellites aux forces militaires de la Corée du sud. Le satellite est construit par Airbus Defence and Space Toulouse et utilise une plateforme Eurostar 3000.

## Histoire

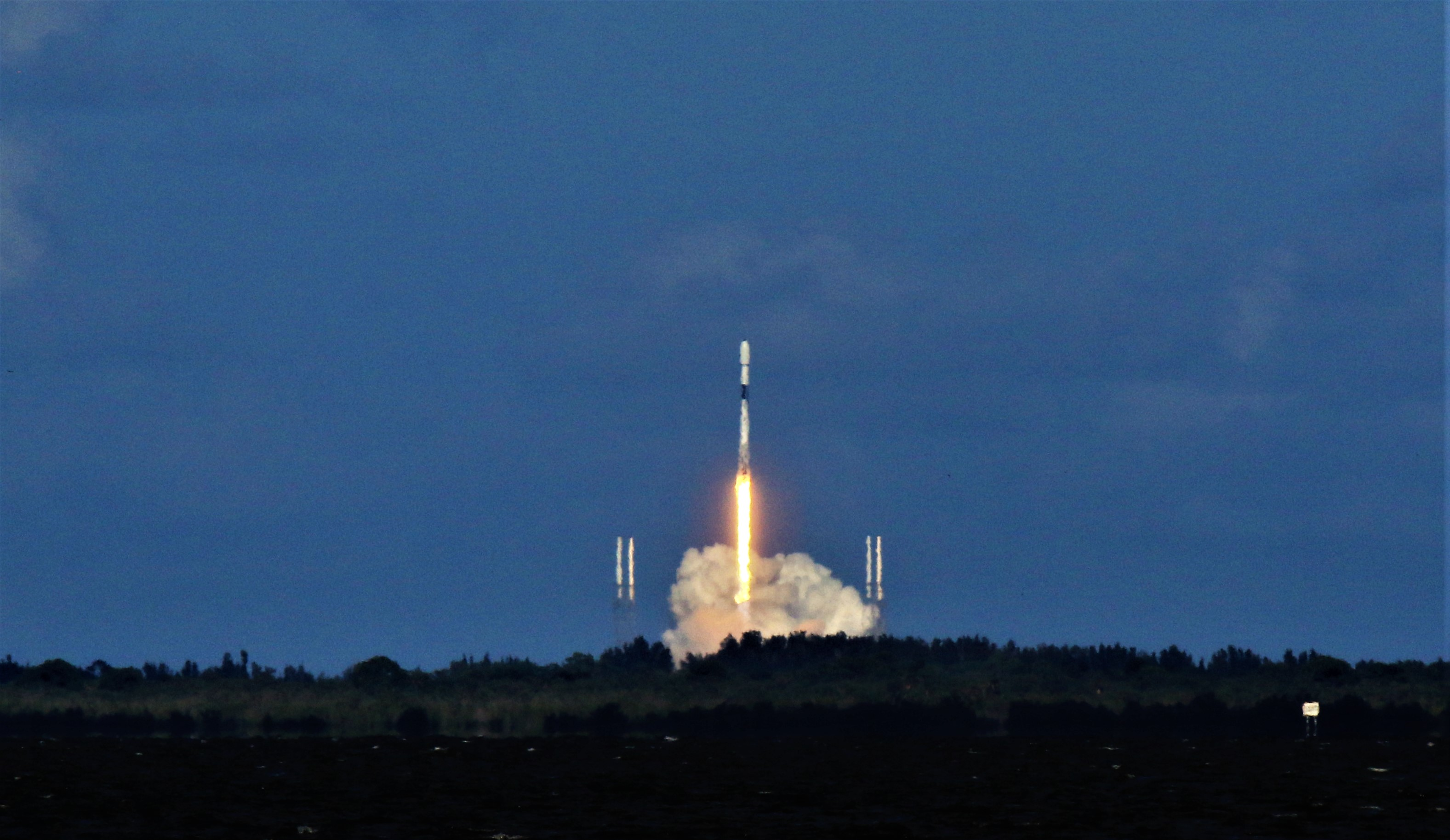
Décollage de la fusée Falcon 9 pour la mission ANASIS-II

Selon un contrat passé en 2014 ANASIS II devait être construit par Lockheed Martin à titre de compensation pour l'acquisition par la Corée du sud de 40 chasseurs F-35. Lockheed Martin décida de sous-traiter à Airbus la construction du satellite devant les difficultés rencontrées pour tenir le prix contractuel. Le satellite est lancé le 20 juillet 2020 par une fusée Falcon 9 depuis la base de Cape Canaveral.